# Naučná stezka Balinské údolí
Naučná stezka Balinské údolí je naučná stezka, tvořící okruh, kterým spojuje Velké Meziříčí s Balinským údolím. Její celková délka je cca 15,5 km a nachází se na ní 7 zastavení. Zastavení se ovšem nacházejí pouze na cca 2,5 km dlouhém úseku vedeném přímo Balinským údolím.

## Vedení trasy
Trasa začíná na okraji Velkého Meziříčí v ulici Uhřínovská, odkud pokračuje cestou proti proudu Balinky na rozcestník Balinské údolí, odkud vede cca 7,3 km dlouhá spojnice s NS Nesměřické údolí. Tato NS však obchází vrchol Křenička a stále proti proudu Balinky prochází PP Balinské údolí do obce Baliny a dále proti proudu říčky do Uhřínova. Po průchodu Uhřínovem vede chvíli stále proti proudu Balinky, ovšem brzy se napojuje na silničku do Šeborova. Ze Šeborova pokračuje cestou do Svařenova, kterým volně přechází do Hrbova. V Hrbově se stáčí doprava a polní cestou se okolo skupiny rybníků na Lavičském potoce vrací na výchozí místo. NS je možné projít i opačným směrem, případně pouze úsek vedený vlastním údolím.

## Zastavení
- Přírodní park Balinské údolí
- Řeka a lidé
- Život v řece
- Tajemné jezírko
- Tvář krajiny
- Lesní porosty
- Louky a pastviny